# 威爾遜鎮區 (阿肯色州福克納縣)
威爾遜鎮區（英語：Wilson Township）是位於美國阿肯色州福克納縣的一個行政鎮區。

## 地方資料
威爾遜鎮區的面積為77.75平方千米，當中陸地面積為77.61平方千米，而水域面積為0.14平方千米。根據2010年美國人口普查的數據，當地共有人口1285人，而人口密度為每平方千米16.53人。